# اختبار أكري-روزنهايم
اختبار أكري-روزنهايم 
هو اختبار كيميائي يستخدم لمعايرة التريبتوفان في البروتين يتم الأختبار عندما يمزج خليط البروتين المحتوي على التربتوفان مع كمية من فورمالدهيد وأضافة كمية من حمض الكبريتيك أذا تكونت طبقة بنفسجية أختبار 
اختبار أكري-روزنهايم يكون موجباً وبذلك البروتين يحتوي على التريبتوفان.أختبار أكري-روزنهايم